# Cash Box

Cash Box (ou Cashbox) magazine était un hebdomadaire concernant la musique américaine qui a été publié de juillet 1942 au 16 novembre 1996 et qui a été publié en tant que webzine en 2006.
Il était un des nombreux magazines ayant publié des palmarès du hit-parade des chansons aux États-Unis. Parmi les proches rivaux de Cash Box, on peut citer Billboard et Record World (connu avant avril 1964 sous le nom de Music Vendor). Contrairement à Billboard, Cash Box combinait initialement tous les enregistrements disponibles d'une chanson classée au hit-parade avec le nom de l'artiste ou du groupe ainsi que l'information donnée dans chaque version, classée par le label. À l'origine, aucune indication relative à la version la plus vendue n'était donnée. Mais à partir du 25 octobre 1952, une étoile était placée à côté du nom des artistes les plus importants.
Des palmarès séparés étaient présentés pour la popularité au juke-box, les ventes des disques et la diffusion radio; ils étaient similaires à la méthode de Billboard avant août 1958 : l'idée était de combiner toutes les mesures de popularité dans un seul palmarès. En outre, d'autres palmarès furent introduits pour des styles musicaux plus spécifiques comme la musique country.
Au début des années 1990, Cash Box dut faire face à des problèmes financiers et des accusations de « chart fixing » (par exemple, le single The Letter de Wayne Newton atteignit la 1re position dans le numéro du 12 décembre 1992 alors qu'il n'avait même pas figuré dans le palmarès Billboard). Plusieurs difficultés durant les deux dernières années de l'existence du magazine résultaient du fait que le Top 100 n'était pas mis à jour avec la liste des palmarès des numéros précédents réimprimés. Cette situation devint chronique à la fin de la publication du magazine.

## Sources
- (en) Cet article est partiellement ou en totalité issu de l’article de Wikipédia en anglais intitulé « Cashbox (magazine) » (voir la liste des auteurs).